# Christophe Noppe
Christophe Noppe (Oudenaarde, Flandes Oriental, 29 de novembre de 1994) és un ciclista belga, professional des del 2017. Actualment corre al Cofidis

## Palmarès
- 2015
  - Vencedor d'una etapa als Tres dies de Cherbourg
- 2016
  - Vencedor d'una etapa als Tres dies de Cherbourg
  - Vencedor d'una etapa al Tour de Flandes Oriental
  - Vencedor d'una etapa al Tour de Moselle
- 2017
  - 1r a la Fletxa costanera